# Miquel I Rangabé
Miquel I Rangabé (en grec: Μιχαῆλ A' Ῥαγγαβέ, Mikhaēl I Rhangabe) fou emperador romà d'Orient del 811 al 813. Rangabé era el nom del seu avi. Gendre de l'emperador Nicèfor I, va pujar al tron en substitució del seu cunyat Estauraci, que havia estat molt malferit a la batalla de Pliska. Un dels seus generals, Lleó l'Armeni, el va culpar de la derrota a la batalla d'Adrianòpolis i va ocupar el seu lloc. Miquel va acabar els seus dies en un monestir.

## Primers anys
Era fill de l'alt funcionari anomenat Teofilacte Rangabé, que va ser droungarios de la flota de l'Egeu i que juntament amb el ministre Estauraci havia conspirat contra l'emperador Constantí VI l'any 780.
Tenia el favor de l'emperador Nicèfor I (802-811), que li va concedir un alt càrrec al palau, el de curopalata, i finalment li va donar la seva filla Procòpia en matrimoni.
L'emperador Nicèfor I va emprendre una campanya contra els búlgars i va morir en la batalla de Pliska. El seu fill, Estauraci, que l'havia de succeir, va resultar greument ferit. Estauraci no compartia la confiança del seu pare en Miquel. Estauraci sabia que no viuria gaire temps i volia que la seva dona Teòfano d'Atenes el succeís, però molts a la cort es resistien a la idea que una dona assumís el poder, llavors va donar orde d'encegar l'altre possible candidat al tron: el marit de la seva germana, Miquel. L'encàrrec fou fet a un funcionari de nom Esteve, el qual va informar Miquel de les ordes rebudes. Miquel va reunir els dirigents de l'estat i va obtenir el seu suport. Fou proclamat emperador el 2 d'octubre del 811, quan Estauraci encara era viu. Miquel va obtenir dels nobles el perdó per Estauraci, al qual se'l va permetre d'anar a morir en un monestir. El nou emperador fou ben rebut pel poble i per l'exèrcit.

## Un regnat breu
Miquel va ser generós distribuint diners entre l'exèrcit, els buròcrates i l'Església. Va perseguir els iconoclastes i va forçar el patriarca Nicèfor a retractar-se en la seva disputa amb Teodor Estudita, l'influent abat del monestir de Stoudios. El cronista Teòfanes el Confessor va remarcar el caràcter pietós de Miquel.
Va voler ser conciliador i una de les primeres coses que va fer fou cridar de l'exili al general Lleó l'Armeni.
El 812 el rei búlgar Krum va envair territori romà i Miquel va sortir en campanya acompanyat de l'emperadriu Procòpia, cosa que no va agradar a l'exèrcit. Quan tot just acabaven de començar la marxa, va esclatar una revolta dels iconoclastes i l'emperador va haver de tornar Constantinoble. Fou reprimida amb dificultat per Lleó l'Armeni i el cap rebel Nicolau fou tancat en un monestir, i finalment els iconoclastes, molts d'ells refugiats que havien fugit dels búlgars, foren expulsats de la capital i dispersats per províncies; també van entrar a l'imperi nombrosos refugiats de diverses sectes cristianes que fugien de territori musulmà.
La tardor del 812 els búlgars van oferir signar un tractat de pau, però l'emperador romà d'Orient el va refusar, segons diu el cronista Teòfanes el Confessor, a causa de mals consellers, però probablement el motiu era el punt 3 del tractat entre Bulgària i l'Imperi Romà d'Orient signat l'any 716, que establia que "els refugiats (emigrants o desertors) de qualsevol dels dos bàndols s'hauran de rendir si formen part d'un complot contra les autoritats." Aquest punt havia estat convenient per als romans durant el segle viii perquè els emperadors no comptaven amb un ampli suport, en canvi, després de la crisi de Bulgària de mitjan segle viii, ja no els era favorable. En resposta a la negativa de pau, els búlgars van assetjar Mesèmbria. Tenien un enginyer àrab que els va construir unes magnífiques màquines d'assalt i aviat van fer seva la ciutat, on van trobar una gran quantitat d'or i plata i, a més, 36 sifons de coure emprats per llançar el foc grec.
Els búlgars van ocupar Mesèmbria per assalt i el temor creixia per moments. El febrer del 813 Miquel va sortir altra vegada en campanya i una altra vegada el va acompanyar Procòpia. Lleó l'Armeni secretament havia fomentat el descontentament. El 22 de juny del 813 els romans d'Orient van perdre la batalla de Versinicia i es van posar a la fuga. Miquel va arribar primer a Constantinoble, el governador de la capital, Joan Hexàbul, va intentar dir a l'emperador que sospitava de Lleó, però l'emperador no el va deixar parlar. Quan Miquel va sortir d'Adrianòpolis la gent de Lleó el va proclamar emperador acusant Miquel de covardia; Lleó va fingir no acceptar fins que el general Miquel el Balb li va posar la corona al cap. Llavors van anar cap a Constantinoble, on van entrar sense oposició. Miquel I va haver d'abdicar l'11 de juliol del 813 i es va retirar a un monestir on va viure fins a edat avançada.

## Descendència
Amb la seva esposa Procòpia va tenir:
- Teofilacte (c. 792 – 15 de gener de 849), nomenat coemperador el 812, va acabar els seus dies en un monestir.
- Estauraci (c. 793 – 813)
- Nicetes (c. 797 – 23 de octubre de 877), va ingressar en un monestir i va canviar el seu nom pel d'Ignasi, més endavant fou escollit patriarca de Constantinoble.[11]
- Gorgo, una filla que es va fer monja.
- Teòfano, una altra filla que es va fer monja.

El nou emperador Lleó V va fer castrar els fills de Miquel. Un d'ells, Estauraci, va morir a conseqüència d'aquesta operació feta de forma molt barroera.
Ignasi va ser declarat sant més endavant. A la seva hagiografia es diu que una de les seves germanes va ajudar iconòduls a escapar de les persecucions de Teòfil (r. 829–842), però no especifica quina de les dues germanes va ser.